# Eva Hesseová
Eva Hesseová (nepřechýleně Eva Hesse; 11. ledna 1936, Hamburk – 29. května 1970, New York) byla americká malířka a sochařka německého původu, která svá díla tvořila za použití průmyslových i běžných materiálů jako je provaz, struna, drát, papír, latex nebo sklolaminát. Přestože jsou její sochy abstraktní, zachovávají si odkazy na tělo a vyjadřují zdánlivě protichůdné asociace: žena–muž, měkký–tvrdý nebo svoboda–uzavřenost. Sochy Evy Hesseové, považované za součást excentrické abstrakce nebo postminimalismu, mají psychologickou intenzitu, která pomohla rozšířit možnosti sochařů v dekádě ovládané minimalismem.

## Život a dílo
Pocházela z židovské rodiny, narodila se v Německu v roce 1936, v době rostoucích protižidovských nálad a represálií. V prosinci 1938 ji rodiče se starší sestrou poslali v jednom z vlaků Kindertransportu Nizozemska, kde se po šesti měsících odloučení znovu celá rodina setkala. Přes Anglii se pak dostali do USA a usadili se v New Yorku na Manhattanu. V roce 1944 se rodiče rozvedli; otec se znovu oženil v roce 1945 a dostal do péče obě dcery. Matka, která trpěla depresemi, spáchala sebevraždu v roce 1946, poté co se dozvěděla, že zbytek rodiny holocaust nepřižil. Bylo to krátce před Evinými desátými narozeninami a tato událost měla veký vliv na její duševní stav i pozdější uměleckou tvorbu.
Eva Hesseová studovala střední školu umění a designu a v roce 1952 se zapsala na Prattův institut v Brooklynu. V letech 1954–57 studovala malbu na Cooper Union a v září 1954 se její ilustrace objevily v celostátním časopise Seventeen jako součást výroční soutěže. V roce 1959 získala bakalářský titul na fakultě umění a architektury Yaleovy univerzity. Během studia na Yale byl jedním z jejích profesorů Josef Albers.
‎Po absolvování Yale se vrátila do New Yorku,‎‎ kde pracovala jako textilní návrhářka. Spřátelila se s mnoha mladými minimalistickými umělci: ‎‎Sol LeWitt‎‎, ‎‎Donald Judd‎‎, ‎‎Jajoi Kusamaová‎‎ a další. V roce 1960 byla aktivní členkou umělecké scény v centru New Yorku. Její raná tvorba (v letech 1960–65) byla silně ovlivněna abstraktním expresionismem. Skládala se především z abstraktních kreseb a maleb. V roce 1961 Hesseová vystavovala kresby a akvarely na své první výstavě v Brooklynu a muzeu umění Wadsworth Atheneum v Hartfordu. V roce 1963 měla Hesseová samostatnou výstavu prací na papíře v Allan Stone Gallery na ‎‎Upper East Side‎‎ v New Yorku. V její tvorbě se objevily náznaky zaujetí mřížkou a použití opakovaných jednotek svědčilo o vlivu přítele Sola LeWitta, který měl ateliér v blízkosti jejího bytu na Manhattanu.‎
V listopadu 1961 se Eva Hesseová provdala za sochaře Toma Doyla. V letech 1964–1965 žili v Německu na pozvání průmyslníka a sběratele Friedricha Arnharda Scheidta. Pracovali v opuštěné textilní továrně v ‎‎Kettwigu poblíž ‎‎Essenu‎‎, kde vyřazené nástroje, nářadí a stroje sloužily Hesseové jako inspirace pro kresby a malby. Vznikla zde i první trojrozměrná díla. Její první sochou byl reliéf s názvem‎ Ringaround Arosie (1965)‎‎, který představoval dva kruhy z elektrického drátu potaženého látkou na desce pokryté papírem. Hesseová tuto práci přirovnávala k mužským a ženským částem těla. Během roku strávěného v Německu vytvořila čtrnáct reliéfních děl.  Její první samostatná sochařská výstava byla uspořádána v Düsseldorfu v roce 1965. ‎ Za svého pobytu v Německu Hessová navštívila rovněž Itálii, Francii a Švýcarsko.

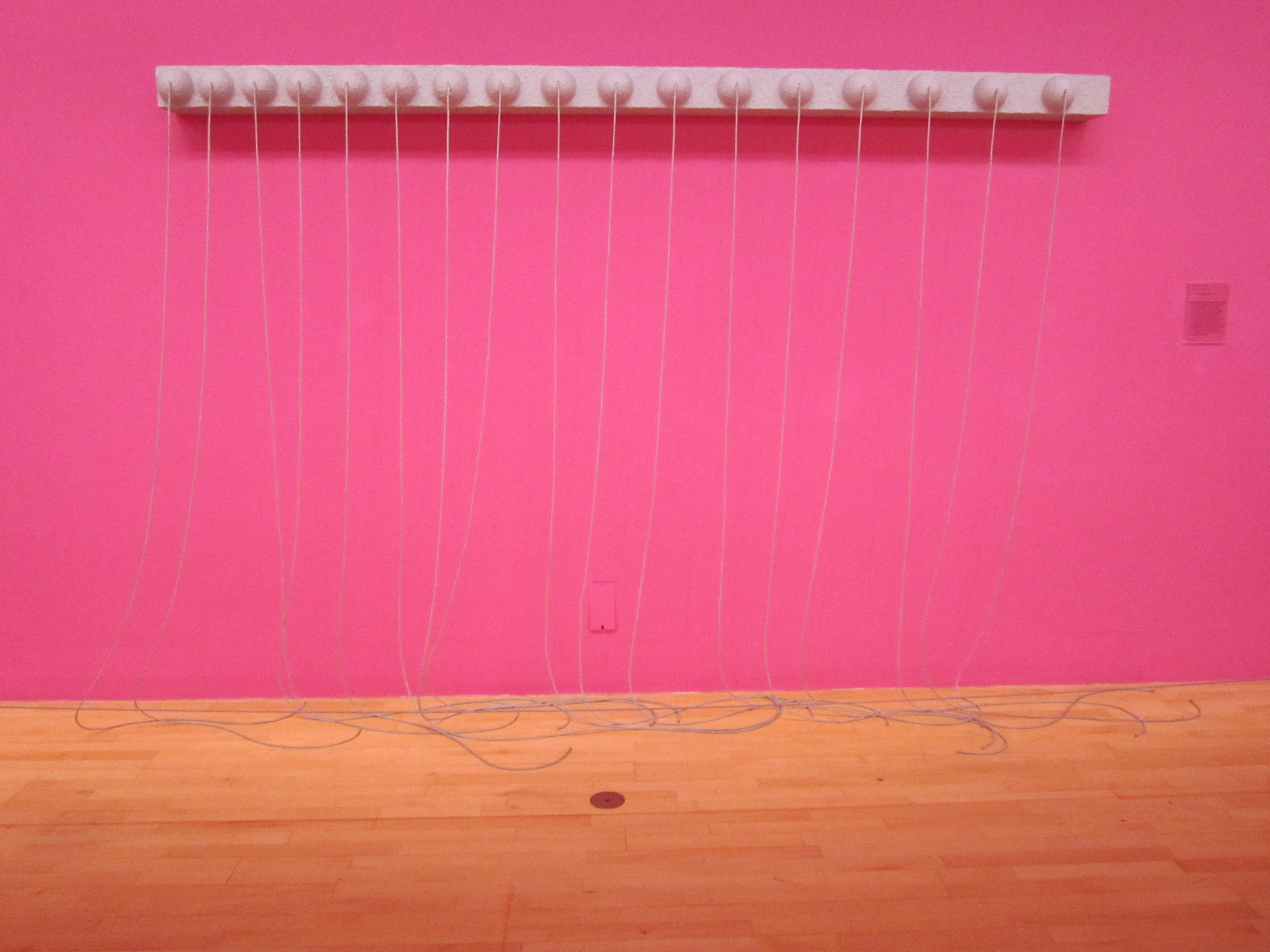
Addendum (Tate Liverpool)

Po návratu do Spojených států v roce 1966 se Hesseová rozvedla, ponechala si však svůj ateliér na Bowery. Pokračovala ve svém přátelství s LeWittem a sblížila se s Robertem Smithsonem a Melem Bochnerem. Tyto vztahy vyústily ve vzájemně produktivní výměnu myšlenek, která měla na následnou tvorbu Evy Hesseové silný vliv. Minimalismus byl v plném rozkvětu a Hesseová, která vždy reagovala na své prostředí, vypustila barvy ze své práce a vytvořila sadu grafitových kreseb kruhů na milimetrový papír. Rok 1966 byl rozhodující pro její přechod od malby k sochařství. Konkrétním vyjádřením tohoto procesu byl objekt s názvem Hang Up (1966), prázdné plátno sestávající z rámu omotaného látkou a ocelové tyče vyčnívající z jeho povrchu. 
Pracovala a experimentovala s neobvyklým materiály jako latex, skleněná vlákna a polyester, pro které je její práce známá. Hesseová často svá díla tvořila seskupováním objektů podobných tvarů v mřížkových strukturách nebo shlucích. Příkladem je objekt Bez názvu nebo Ještě ne (Untitled, Or not yet, 1966), který tvoří oblá olověná závaží zavěšená v síťových taškách na zdi.  V roce 1967 začala k výrobě soch používat latex a následující rok sklolaminát. Série Accession z konce 60. let představuje její první pokusy s použitím kovu. Jejím záměrem bylo vyvolat otázky o tom, co je základem sochařského díla a také podnítit myšlenky o umění obecně. Všechny její práce, a zejména její kresby, jsou založeny na opakování a jednoduchých postupech. ‎V listopadu 1968 vystavovala své velkoplošné sochy ve ‎‎Fischbach Gallery‎‎ v New Yorku. Výstava nesla název ‎‎Chain Polymers‎‎ a byla její jedinou samostatnou sochařskou výstavou během jejího života ve Spojených státech. V roce 1968 Hessová začala vyučovat na School of Visual Arts v New Yorku.
Eva Hesseová zemřela na nádor na mozku v New Yorku 29. května 1970 ve věku 34 let.
Latex a sklolaminát, které Hesseová použila ve svých dílech (např. Kontingent, 1969) v průběhu let degradovaly a staly se příliš křehkými na to, aby se s nimi mohlo manipulovat při přesunech na různé výstavy. Údajně se rozhodla pracovat s těmito materiály, protože byly pomíjivé a ukazovaly plynutí času. V rozhovoru vedeném během posledního roku jejího života na otázku, zda si uvědomuje problematickou povahu jejích materiálů, odpověděla: „Život netrvá; umění nevydrží. To je jedno.“
Navzdory její předčasné smrti dílo Hesseové dodnes ovlivňuje další umělce. Její narážky na části těla, sexualitu a ženský prvek učinily její práci zvláště významnou pro mnoho sochařek. Její díla se často týkají lidského těla a mnohá jsou prodchnutá erotickými spodními proudy.